# Phylidorea abdominalis
Phylidorea abdominalis är en tvåvingeart som först beskrevs av Rasmus Carl Staeger 1840.  Phylidorea abdominalis ingår i släktet Phylidorea och familjen småharkrankar. Arten är reproducerande i Sverige. Inga underarter finns listade i Catalogue of Life.